# Thomas Dundas, II conte di Zetland
Thomas Dundas, II conte di Zetland (Londra, 5 febbraio 1795 – 6 maggio 1873), è stato un nobile e politico inglese.

## Biografia
Era il figlio di Lawrence Dundas, I conte di Zetland, e di sua moglie, Harriot Hale. Studiò a Harrow e al Trinity College di Cambridge.

## Carriera
Nel 1818 è stato eletto deputato Whig e nel 1830 divenne rappresentante per York. Nel 1835 è tornato in Parlamento come membro per Richmond, e quattro anni dopo successe a suo padre come conte di Zetland.
Come suo padre, un importante massone, fu Gran Maestro della Gran Loggia Unita d'Inghilterra (1844-1870). Era un membro anziano del Jockey Club e ha vinto il Derby di Epsom e St Leger Stakes con il suo cavallo, Volteggiatore, nel 1850.
Nell'anno della sua successione alla contea fu nominato Lord luogotenente e Custode Rotulorum del North Riding of Yorkshire, e nel 1861 è diventato un Cavaliere del Cardo e nel 1872 è diventato un Cavaliere della Giarrettiera.

## Matrimonio
Sposò, il 6 settembre 1823, Sophia Jane Williamson, figlia di Sir Hedworth Williamson, VI Baronetto. Non ebbero figli.

## Morte
Morì il 6 maggio 1873, a 78 anni.